# ソン・サン
ソン・サン（クメール語: សឺន សាន, ラテン文字転写: Son Sann, 1911年10月5日 - 2000年12月19日）は、カンボジアの政治家。1960年代に王制（サンクム体制）下の首相を務め、内戦時代はクメール人民民族解放戦線 (FLNPK) 議長、三派連合政府首相。和平後は、憲法制定議会議長、カンボジア王国最高顧問、仏教自由民主党議長。

## 経歴
1967年、シハヌークにより首相に任命されるがわずか7ヶ月で解任される。1970年の右派ロン・ノル将軍によるクーデターでパリに亡命。1980年頃にパリから帰国してFLNPKを組織、反ベトナム（反カンプチア人民共和国）、反ヘン・サムリン政権の民族運動を始める。右派色が強く当初、三派連合に極左のポル・ポト派が含まれている事から反対していたが、最終的に連合に同意する。
だが虐殺・戦争犯罪色の強いポル・ポト派、道義的正統性はあったが軍事的に弱体なシハヌーク派（フンシンペック）に対し、明確な反共勢力としてアメリカやタイの支援を受けつつ相応の軍事力を有してはいたが結集力が弱く、内紛も多かった。
1993年6月、カンボジア最高国民評議会と国際連合カンボジア暫定統治機構の下で行われた憲法制定議会選挙を経てその議長に選出され、同年9月の新憲法発効まで務めた。
1998年、仏教自由民主党を離党し、ソン・サン党を結成して議長に就任。1999年1月15日、ソン・サン党はフンシンペックに吸収合併される。
2000年12月19日、フランス・パリで心臓発作により死去。同年12月31日、シハヌーク国王の主催により、プノンペン市内で葬儀が行われた。